# Ted Preuss

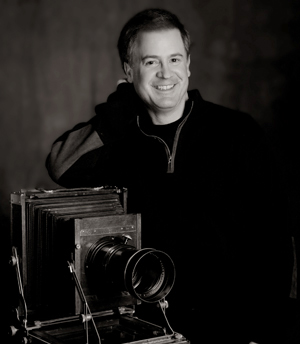
Theodore H. Preuss a jeho velkoformátový fotoaparát Deardorff, 2010

Ted Preuss je americký umělecký fotograf, který žije v Chicagu v Illinois. Nejznámější jsou jeho černobílé fotografie a snímky vzniklé alternativními procesy platinotisku a mokrých kolodiových desek. Věnuje se širokému rozsahu od portrétní fotografie až po zátiší.

## Život a dílo
Začínal jako nezávislý fotograf architektury v Bostonu a San Francisku. Po krátké přestávce, kdy se věnoval designu nábytku v Chicagu, se rozhodl usilovat o uměleckou formu fotografie.

## Publikace
- Simple Beauty - Studies in Self-Reference, Blurb Books, 2008